# The Forager
Pour plus de détails, voir Fiche technique et Distribution.
The Forager est un film muet américain, produit par la Kalem, tourné en Floride, réalisé par Sidney Olcott avec Gene Gauntier, sorti en 1910. L'histoire se déroule durant la guerre de Sécession.

## Fiche technique
- Titre original : The Forager
- Réalisateur : Sidney Olcott
- Photographie : Knute Rahmn
- Acteur : Gene Gauntier
- Société de production : Kalem Company
- Pays : États-Unis
- Lieu de tournage : Jacksonville (Floride)
- Longueur : 960 pieds
- Date de sortie :
  - États-Unis : 15 avril 1910 (New York).

## Distribution
- Gene Gauntier